# مرد آهنی (موسیقی متن)
مرد آهنی: موسیقی متن اصل فیلم آلبومی از هنرمند اهل آلمان رامین جوادی است که در ۶ مه ۲۰۰۸ منتشر شد. این آلبوم موسیقی متن فیلمی به همین نام است.